# Keith Connor
Keith Leroy Connor (* 16. September 1957 in South Hill, Anguilla) ist ein ehemaliger britischer Dreispringer.
Seine erste internationale Medaille gewann Keith Connor bei den Leichtathletik-Halleneuropameisterschaften 1978 in Mailand, als er mit 16,53 m Silber hinter Anatoli Piskulin aus der Sowjetunion gewann. Bei den Commonwealth Games in Edmonton gewann er mit 17,21 m vor dem Australier Ian Campbell. Einen Monat später bei den Europameisterschaften in Prag wurde er mit 16,64 m Sechster.
Bei den Olympischen Spielen 1980 in Moskau belegte Connor mit 16,87 m den vierten Platz.
1981 gewann er bei der Universiade Bronze mit 16,88 m. Nachdem Connor bei den Europameisterschaften 1982 in Athen mit 17,29 m klar gewonnen hatte, war er auch Favorit für die Commonwealth Games in Brisbane. Connor gewann mit 17,81 m vor dem Australier Ken Lorraway mit 17,54 Meter. Diese Sprünge fanden allerdings keinen Eingang in Bestenlisten, da ein zu starker Rückenwind herrschte.
Im folgenden Jahr gelang es Keith Connor bei den ersten Weltmeisterschaften 1983 in Helsinki mit 16,18 m nicht, in das Finale einzuziehen. Seine Saisonbestleistung 1984 stellte Connor bei den Olympischen Spielen in Los Angeles auf. 16,87 m reichten für Bronze hinter den US-Amerikanern Al Joyner und Mike Conley Sr.
1979 wurde er Englischer Meister, 1978 Englischer Hallenmeister, 1978 sowie 1980 Britischer Meister und 1982 US-Hallenmeister. Für die Southern Methodist University startend wurde er 1982 sowie 1983 NCAA-Meister und 1981 sowie 1982 NCAA-Hallenmeister.
Keith Connor ist 1,86 m groß und wog zu Wettkampfzeiten 78 kg.

## Bestleistungen
- Weitsprung: 7,61 m, 14. Mai 1982, Houston
  - Halle: 7,71 m, 20. Februar 1981, Fort Worth
- Dreisprung: 17,57 m, 5. Juni 1982, Provo
  - Halle: 17,31 m, 13. März 1981, Detroit